# آيت تيكا (آيت سمكان)
آيت تيكا هو دُوَّار يقع بجماعة سيروا، إقليم ورززات، جهة درعة تافيلالت في المملكة المغربية. ينتمي الدوّار لمشيخة آيت سمكان التي تضم 4 دواوير. يقدر عدد سكانه بـ 846 نسمة حسب الإحصاء الرسمي للسكان والسكنى لسنة 2004.

## وصلات خارجية
- البوابة الوطنية للجماعات الترابية
- المندوبية السامية للتخطيط